# Я пью твою кровь
«Я пью твою кровь» (англ. I Drink Your Blood), также известен как «Гидрофобия» (англ. Hydro-Phobia) — американский фильм ужасов 1970 года. Сценаристом и режиссёром фильма был Дэвид Е Дёрстон, а одну из ролей сыграла будущая звезда фильмов категории Б Линн Лаури (удалённая из титров по своей просьбе).

## Сюжет
Фильм начинается со странного сатанинского ритуала, которым управляет Хорас Боунз. Ритуал заключается в жертвоприношении курицы и вкушении по кругу её крови во славу Сатаны, сыном которого называет себя Хорас. Голые и находящиеся под воздействием ЛСД, Хорас и его небольшая группа последователей, не замечают того, что за ними из-за деревьев наблюдает Сильвия, молодая местная девушка. Одна из сектанток беременна, поэтому не принимает участие в ритуале. Она замечает Сильвию и вытягивает её из укрытия. Хорас вне себя от того, что у их ритуала оказались свидетели. Энди, недавно присоединившийся к группе, признаётся Хорасу, что это он привёл Сильвию, которую встретил в городе. Но Хораса это не успокаивает, и он бьёт Энди за ослушание. Сильвия напугана и пытается убежать, но двое членов секты Ролло и Роджер ловят её в лесу и жестоко избивают (предположительно насилуют).
На следующее утро Сильвия появляется из леса жестоко избитая. Её находит Милдред, владелица местной пекарни, и младший брат Сильвии Пит. Они отвозят Сильвию домой, где она живёт вместе с Питом и их дедушкой доктором Бэннером. Милдред уверена что её бойфренд Дэвис выяснит, кто изнасиловал Сильвию. Из-за строительства плотины город опустел и, не считая семьи Сильвии и самой Милдред, единственные люди в этих местах — строительная бригада, которой управляет Дэвис. Она едет на дамбу и рассказывает ему о случившемся, он обещает разобраться.
Тем временем, Хорас и его секта обнаруживают, что их фургон сломан и непригоден для дальнейшей поездки. Хиппи-сектанты сталкивают его с дороги и отправляются в город пешком. Они видят пекарню и покупают у Милдред мясные пироги. Хорас говорит ей, что они рок-группа и едут на концерт, но из-за поломки фургона им придётся здесь задержаться, и интересуются где в городе можно переночевать. Она отвечает, что из Вэлли-Хиллс уехали почти все жители. Осталась лишь она и ещё несколько человек, в ожидании предстоящего сноса домов. Услышав это, Хорас и его приспешники проникают в заброшенный отель, ломая мебель и охотясь на крыс, которыми собираются поужинать.
Пит следует за ними и наблюдает их аморальное поведение. К моменту его возвращения домой, Сильвия отходит от шока и рассказывает о случившемся деду. Пит подслушивает их и сообщает, что знает место ночлега хиппи. Бэннер, вооружившись ружьём, отправляется мстить. При встрече с ними он теряет концентрацию и его быстро разоружают, избивают и заставляют принять ЛСД. Пит, отправившийся за ним, слышит странные звуки с улицы. Хорас хочет убить Бэннера и Пита, но сектантка Сью-Лин убеждает его от пустить их, боясь вмешательства полиции.
Пит, не знающий ничего о наркотиках и их воздействии, в отчаянии от состояния своего деда. Сильвия объясняет ему, что деда накачали ЛСД. Пит берёт ружьё и выходит из дома, но недалеко от дома на него нападает бешеная собака. Пит убивает её и вскоре возвращается с некоторыми медицинскими инструментами деда. Используя шприц, он берёт у собаки инфицированную кровь.
На следующий день, в пекарне Милдред Пит тайно впрыскивает кровь собаки в мясные пироги, которые планирует продать хиппи. Его план удаётся, хиппи возвращаются в пекарню и покупают пироги.
Вернувшись домой, Хорас и другие сектанты жадно поедают эти пироги. Энди — единственный, кто не стал их есть, ему было не по себе от насилия, которое он причинил и наблюдал, он решает дистанцироваться от остальных и покидает дом. У тех, кто ел пироги, вскоре начинают проявляться признаки болезни. Ролло убивает спящего Роджера кинжалом, нанеся ему многочисленные удары. Вернувшийся Энди видит это и убегает прочь, в то время как Ролло в неконтролируемой ярости сначала преследует его, но, найдя топор, возвращается и отрубает ногу Роджера. Хорас для защиты от Ролло хватает рапиру, но дотронувшись до крови Роджера, сам сходит с ума и угрожает остальным хиппи.
Сектантка по имени Молли в панике убегает прочь. Строители, посланные Дэвисом чтобы найти Милдред и присмотреть за ней, по пути встречают Молли. Пользуясь своей сексуальностью, она просит взять её с собой. Вернувшись в общежитие, где живут строители, Молли занимается сексом с каждым. В конечном счёте, она сходит с ума и кусает одного из мужчин. В это же время, двое строителей, решивших поискать Милдред в доме, занятом хиппи, становятся жертвами Хораса.
Бэннер понимает причину происходящего после обнаружения кровавых отпечатков Хораса на машине Милдред. Энди прокрадывается к дому Бэннера, извиняется перед Сильвией и просит у неё помощи. Она велит ему спрятаться в амбаре, где их находит Пит и рассказывает что он натворил. Энди объясняет что он не ел пироги и что он не инфицирован. Бэннер информирует других о потенциально эпидемии бешенства, и на следующий день к ним приезжает доктор Оукс. Дэвис, Оукс и его ассистент натыкаются на бригаду строителей, превратившихся в бешеных маньяков, которые убили Молли, и вместе с хиппи перебили всех жителей. Оукс и другие, зная что больные бешенством боятся воды, спасаются от них в мелкой речке.
Энди вместе с Сильвией и Питом находят в амбаре мёртвого Бэннера и бегут в лес. Там они обнаруживают беременную сектантку, просящую отвезти её в больницу. Энди объясняет ей, что она больна бешенством и всё равно вскоре умрёт. После этого, она протыкает себе живот деревянным колом. Выбравшись из леса, они оказываются между Ролло и Хорасом. Однако, сектанты больше заинтересованы в друг друге, что позволяет троице скрыться. В ходе борьбы, Ролло пронзает Хораса его же рапирой. Энди, Сильвия и Пит просят забаррикадировавшуюся в пекарне Милдред их впустить, но она слишком напугана чтобы что-нибудь поделать. Когда же она решается открыть дверь, голову Энди отрубает один из строителей, вооружённый мачете. Сильвия и Пит прячутся вместе с Милдред в подвале пекарни. Дверь в подвал не закрывается изнутри на замок, поэтому один из строителей проникает внутрь, где Милдред стреляет ему в голову. Троица выбегает из пекарни и пытаются уехать на машине Милдред, но машина не заводится. Милдред убивает Ролло, полив его из шланга, но в это время её в руку кусает один из строителей. Пока Милдред пытается завести машину, их окружает толпа строителей, которые переворачивают машину. Из-за поворота появляются прибывшие полицейские и медики, и открывают огонь по заражённым. Милдред, Сильвию и Пита увозит скорая.

## В ролях
| Актёр                 | Роль                                 |
| --------------------- | ------------------------------------ |
| Бхаскар Рой Чаудхари  | Хорас Боунс                          |
| Джадин Вонг           | Сью-Лин                              |
| Ронда Фульц           | Молли                                |
| Джордж Паттерсон      | Ролло                                |
| Линн Лоури            | Кармен (в титрах не указана)         |
| Тайд Кирни            | Энди                                 |
| Джек Дэймон           | Роджер Дэвис                         |
| Ричард Боулер         | доктор Бэннер                        |
| Райли Миллз           | Пит Бэннер                           |
| Арлин Фарбер          | Сильвия Бэннер (в титрах не указана) |
| Элизабет Мэрнер-Брукс | Милдред Нэш                          |
| Айрис Брукс           | Сильвия                              |
| Алекс Манн            | Шелли                                |
| Дэвид Е Дёрстон       | доктор Оукс (в титрах не указан)     |

## Производство
Идея фильма пришла к Дёрстону после прочтения газетной статьи, в которой было написано про иракскую деревню, жители которой погибли от бешенства. Это, в сочетании с вызвавшими общественный резонанс недавними преступлениями преступного сообщества «Семья» Чарльза Мэнсона, сподвигло режиссёра на съёмки фильма ужасов, объединившего обе темы. Ритуальные обряды, показанные в фильме, были основаны на настоящих обрядах, о которых Дёрстону рассказал его друг, сам в прошлом являвшийся членом сатанинского культа.
Большая часть фильма была снята в небольшом городке Шарон-Спрингс штата Нью-Йорк, прежде известном как курорт с минеральными водами. Ко времени съёмок Шарон-Спрингс большей частью стал городом-призраком и продюсерам было разрешено использовать для съёмок заброшенные отели и дома. С тех пор, город возродился и сейчас является центром туризма в северной части штата Нью-Йорк.

## Цензура
Я пью твою кровь стал одним из первых фильмов, получивших от Американской ассоциации кинокомпаний рейтинг «X», основанный на демонстрации насилия, а не на обнажёнке. Несколько сцен пришлось переделать, чтобы получить рейтинг «R», которого пытался добиться продюсер фильма Джерри Гросс. Он отправил копии картины киномеханикам всем кинотеатров, в которых планировался показ фильма, чтобы они подогнали его под рейтинг «R». В итоге получилось 280 плёнок с разной степенью цензуры, попавших в оборот. Цензурой плёнок для кинотеатров Лос-Анджелеса и Нью-Йорка занимался лично режиссёр Дэвид Е Дёрстон.
«Энциклопедия ужасов» пишет, что «фильм из сырого и жестокого триллера превратился в разочаровывающую склейку костедробильных ужасов и насилия, которое никогда не происходило.»

## Релиз
В кинотеатрах фильм демонстрировался в паре с фильмом 1964 года Я ем твою кожу, который не имел ничего общего с Я пью твою кровь, и оригинальным названием которого было Зомби (англ. Zombies). Переименовать фильм решил продюсер Я пью твою кровь Джерри Гросс.
Боб Муравзки из компаний Grindhouse Releasing/Box Office Spectaculars разыскал режиссёра Я пью твою кровь Дэвида Е Дёрстона и они вдвоём подготовили и в 2002 году официально издали фильма на DVD в США через дистрибьюторскую компанию Муравски Box Office Spectaculars, которая продолжает держать права на фильм по всему миру. В DVD вошла оригинальная версия фильма, не подвергавшаяся цензуре, а также включены дополнительные материалы.

## Ремейк
17 сентября 2009 Дэвид Дёрстон заявил о планах снять ремейк своего фильма, утверждая, что уже начал вносить правки в сценарий, а на одну из ролей планировал пригласить звезду фильмов категории Б Сибил Даннинг. Идея ремейка так и не была реализована - весной 2010 режиссёр умер от воспаления легких.